# Al Fahidi Fort

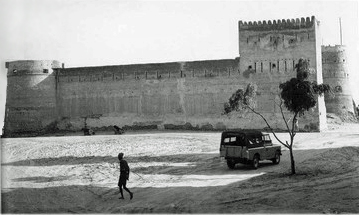
Al Fahidi Fort in 1959

Het Al Fahdidi Fort is een fort in Dubai. Het fort is onderdeel van het Dubai Museum en is gebouwd in meerdere periodes. De oudste toren van het fort komt uit 1787 en daarmee is het fort het oudste gebouw van Dubai dat nog steeds bestaat. 
Het fort heeft de vorm van een vierkant en heeft op drie hoeken een toren. Het fort werd gebouwd van koraalsteen. Het fort heeft één ingang, de hoofdingang. 